# Wuppertaler Rundweg

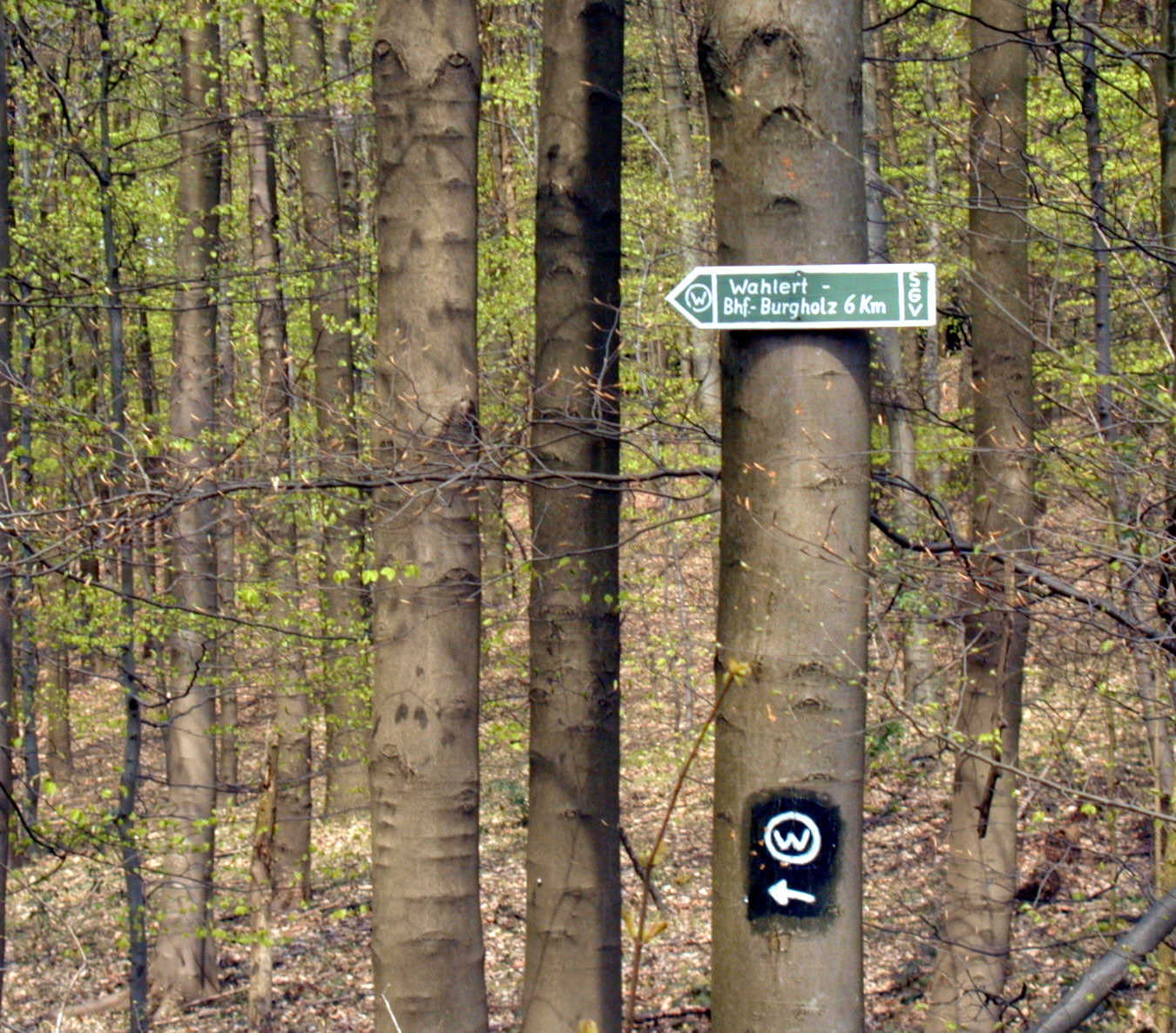
Wegzeichen und Beschilderung des Wuppertaler Rundwegs

Der Wuppertaler Rundweg ist ein Rundwanderweg, der die gesamte Stadt Wuppertal umschließt. Er besitzt als Wegzeichen ein  Ⓦ  (W im Kreis).

## Route
Die Länge des Wanderwegs beträgt 106 Kilometer. Insgesamt werden 2.200 Hm absolviert. Die Auffrischung der Wegzeichen erfolgt in regelmäßigen Abständen durch den Ortsverein Wuppertal des Sauerländischen Gebirgsvereins (SGV). Die folgende Etappeneinteilung wird vom SVG vorgeschlagen:
| Etappe | Länge [km] | Strecke                      | Hauptsehenswürdigkeiten                                                                                          |
| ------ | ---------- | ---------------------------- | --- |
| 01     | 10,0       | Roßkamper Höhe - Hahnenfurth | Zur langen Brücke / NSG Düsseltal / NSG Krutscheid / Rittergut Schöller / Pfarrkirche Schöller                   |
| 02     | 10,0       | Hahnenfurth - Eckbusch       | Fachwerkhäuser Am Höfchen / Kalksteinbrüche bei Hahnenfurt / Schloss Lüntenbeck / Gut Steinberg                  |
| 03     | 14,0       | Grenze Jagdhaus - Herzkamp   | Atadösken / NSG Hardenberger Bachtal / NSG Deilbachtal                                                           |
| 04     | 10,0       | Herzkamp - Jesinghausen      | Evangelische Kirche Gennebreck / Hofanlage Großer Siepen / Fachwerkort Alter Schee / Jesinghausen                |
| 05     | 08,5       | Langerfeld - Beyenburg       | Wald am Ehrenberg / NSG Herbringhauser Bachtal / Bahnhof Wuppertal-Beyenburg                                     |
| 06     | 13,0       | Beyenburg - Lüttringhausen   | Wupperschleife mit hist. Kern Beyenburg / Beyenburger Stausee                                                    |
| 07     | 10,0       | Lüttringhausen - Gerstau     | Stadtwald und Altstadt Lüttringhausen / Fachwerk in Heidt / Ronsdorfer Talsperre / Steffenshammer (Gelpetal)     |
| 08     | 07,5       | Gerstau - Sudberg            | Breitenbruch / NSG Rheinbachtal / Hinter-Sudberg                                                                 |
| 09     | 10,0       | Sudberg - Wahlert            | Höhenweg über dem Tal der Wupper / Bergischen Museumsbahn / Manuelskotten                                        |
| 10     | 13,0       | Wahlert - Roßkamper Höhe     | Naturschutzgebiet Burgholz / Arboretum Burgholz / Kaisereiche / Fachwerk-Ensemble In der Rutenbeck an der Wupper |

Geschaffen wurde der ursprüngliche Weg 1934/35 kurz nach der Übertragung (in Bezug auf die Wanderwegebetreuung) des Bergischen Landes an den SGV. Nur wenige Jahre zuvor fand der Zusammenschluss der Städte Elberfeld, Barmen sowie weiterer Gemeinden zur Großstadt Wuppertal statt. Der damalige SGV Gauwegewart Fritz Arnhold entwickelte und markierte mit seinem Bruder den Rundweg.
Durch die kommunale Gebietsreform von 1975 kamen weitere Gebiete des Landkreises Düsseldorf-Mettmann zu der Stadt hinzu, sodass der Weg eine Erweiterung erfuhr. Von den anfangs 23 markierten Zugangswegen aus Innenstadtbereichen zu dem Rundweg werden heute noch zehn gezeichnet.

## Sehenswürdigkeiten am Weg
Neben sehr schönen landschaftlichen Eindrücken berührt der Weg die oben genannten lokalhistorisch interessanten Punkte und Sehenswürdigkeiten.

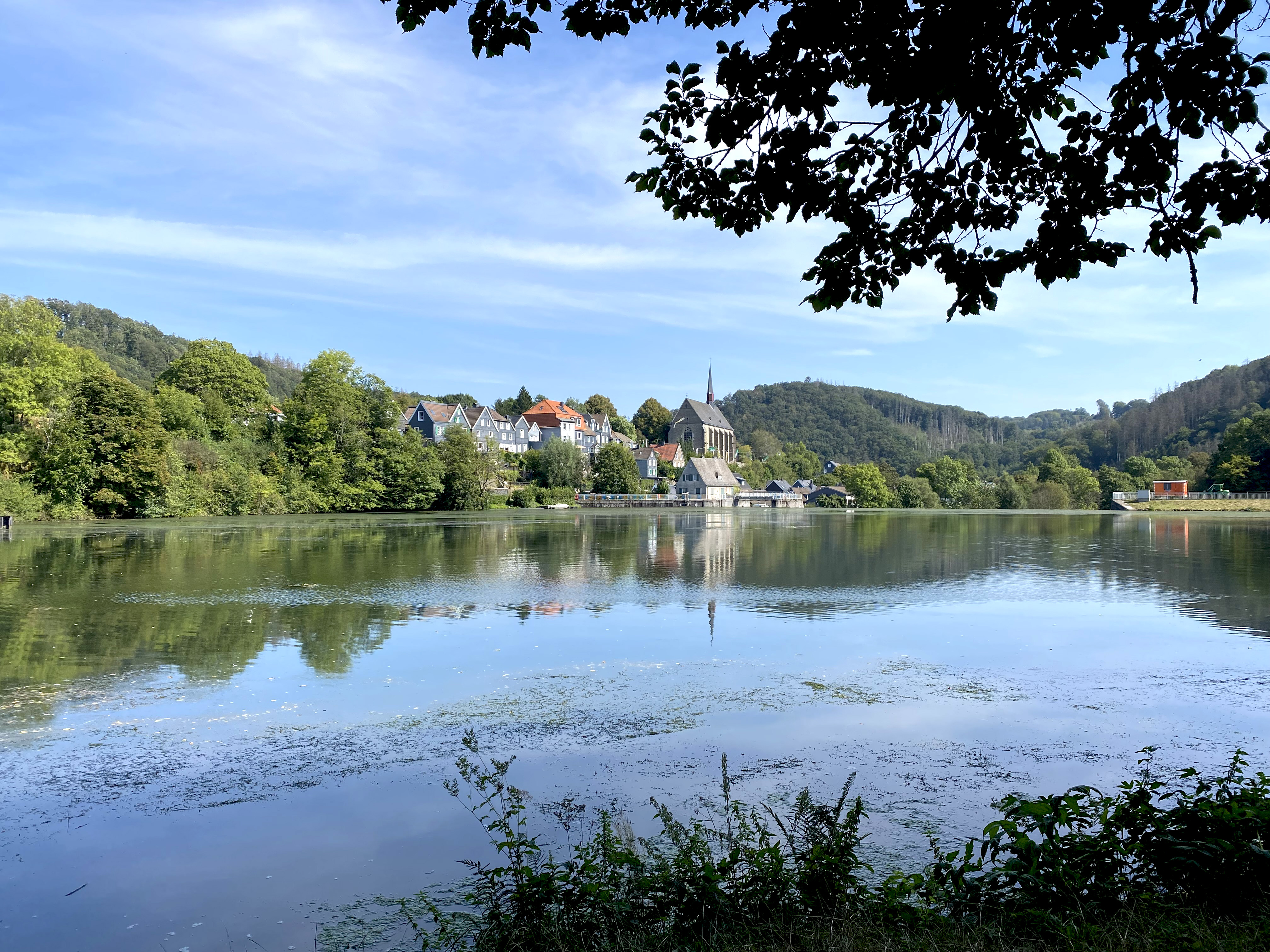
Blick vom Wanderweg über den Beyenburger Stausee auf den Denkmalbereich Beyenburgs mit der Klosterkirche